# Псалом 33

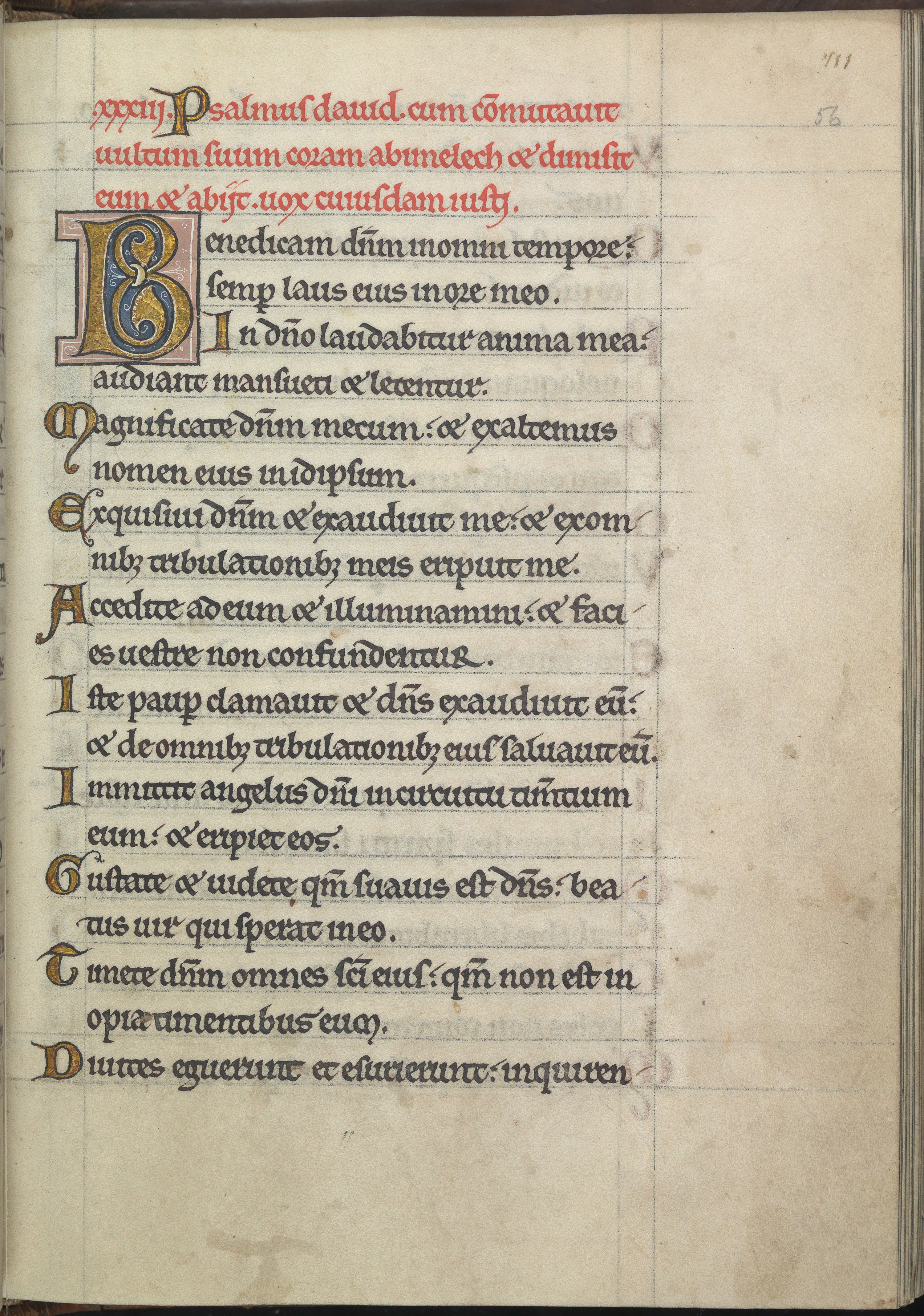
33-й псалом на листе из Псалтири Алиеоноры Аквитанской

Три́дцать тре́тий псало́м — благодарственный «алфавитный» псалом, 33-й псалом из книги Псалтирь (в масоретской нумерации — 34-й). Известен по латинскому инципиту Benedicam Dominum in omni tempore, «Благословлю Господа на всякое время». Является одним из восьми псалмов, составленных в виде акростиха: 9, 24, 33, 36, 110, 111, 118, 144.
Псалом приписывается царю Давиду. Давид высказал намерение во всю жизнь свою прославлять Господа, предлагал то же и всем. В этом псалме Давид благодарит Бога за избавление от бедствий.

## Текст
Псалом на древнееврейском языке составлен в виде акростиха согласно количеству и порядку букв еврейского алфавита, представляя собой один из видов художественного построения речи, облегчающего её запоминание и предохраняющего от посторонних вставок или изъятий. Акростих виден лишь в псалме на иврите. Отсутствует стих, который начинается с буквы вав еврейского алфавита. В конце псалма добавлен стих вне алфавита.
Псалмы 24, 33, 36, 144 хотя и составлены в виде акростиха, но в них отсутствуют еврейские буквы, с которых начинаются стихи. В 24-м псалме отсутствует буква бет, в 33-м псалме отсутствует буква вав, в 144-м псалме отсутствует буква нун. Одни считают это ошибкой переписчика, другие считают это поздней цензурой. Псалмы 110, 111, 118 имеют полный набор и порядок букв еврейского алфавита.
| Греческий текст                                                                                    | Церковнославянский перевод греческого текста                                    | Еврейский текст                                 |
| -------------------------------------------------------------------------------------------------- | ------------------------------------------------------------------------------- | ----------------------------------------------- |
| τῷ Δαυιδ ὁπότε ἠλλοίωσεν τὸ προσωπον αὐτοῦ ἐναντίον Αβιμελεχ καὶ ἀπέλυσεν αὐτόν καὶ ἀπῆλθεν        | псало́мъ дави́ду внегда́ измѣни́ лице́ свое́ предъ авимеле́хомъ и отпусти́ его́ и отъи́де | לדוד בשנותו את טעמו לפני אבימלך ויגרשהו וילך‬    |
| εὐλογήσω τὸν κύριον ἐν παντὶ καιρῷ δια παντὸς ἡ αἴνεσις αὐτοῦ ἐν τῷ στόματί μου                    | благословлю́ го́спода на вся́кое вре́мя вы́ну хвала́ его́ во устѣ́хъ мои́хъ              | Алеф אברכה את יהוה בכל עת תמיד תהלתו בפי‬        |
| ἐν τῷ κυρίῳ ἐπαινεσθήσεται ἡ ψυχή μου ἀκουσάτωσαν πραεῖς καὶ εὐφρανθήτωσαν                         | о го́сподѣ похва́лится душа́ моя́ да услы́шатъ кро́тцыи и возвеселя́тся                | Бет ביהוה תתהלל נפשי ישמעו ענוים וישמחו‬         |
| μεγαλύνατε τὸν κύριον σὺν ἐμοί καὶ ὑψώσωμεν τὸ ὄνομα αὐτοῦ ἐπι τὸ αὐτό                             | возвели́чите го́спода со мно́ю и вознесе́мъ и́мя его́ вку́пѣ                           | Гимель גדלו ליהוה אתי ונרוממה שמו יחדו‬          |
| ἐξεζήτησα τὸν κύριον καὶ ἐπήκουσέν μου καὶ ἐκ πασῶν τῶν παροικιῶν μου ἐρρύσατό με                  | взыска́хъ го́спода и услы́ша мя́ и от всѣ́хъ скорбе́й мои́хъ изба́ви мя́                 | Далет דרשתי את יהוה וענני ומכל מגורותי הצילני‬   |
| προσέλθατε προς αὐτὸν καὶ φωτίσθητε καὶ τὰ προσωπα ὑμῶν οὐ μὴ καταισχυνθῇ                          | приступи́те къ нему́ и просвѣти́теся и ли́ца ва́ша не постыдя́тся                     | Хе הביטו אליו ונהרו ופניהם אל יחפרו‬             |
| |                                                                                 | Вав                                             |
| οὗτος ὁ πτωχὸς ἐκέκραξεν καὶ ὁ κύριος εἰσήκουσεν αὐτοῦ καὶ ἐκ πασῶν τῶν θλίψεων αὐτοῦ ἔσωσεν αὐτόν | се́й ни́щій воззва́ и госпо́дь услы́ша и́ и от всѣ́хъ скорбе́й его́ спасе́ и́              | Заин זה עני קרא ויהוה שמע ומכל צרותיו הושיעו‬    |
| παρεμβαλεῖ ἄγγελος κυρίου κύκλῳ τῶν φοβουμένων αὐτὸν καὶ ῥύσεται αὐτούς                            | ополчи́тся ангелъ госпо́день о́крестъ боя́щихся Его́ и изба́витъ и́хъ                  | Хет חנה מלאך יהוה סביב ליראיו ויחלצם‬            |
| γεύσασθε καὶ ἴδετε ὅτι χρηστὸς ὁ κύριος μακάριος ἀνήρ ὃς ἐλπίζει ἐπ᾿ αὐτόν                         | вкуси́те и ви́дите я́ко бла́гъ госпо́дь блаже́нъ му́жъ и́же упова́етъ на́нь               | Тет טעמו וראו כי טוב יהוה אשרי הגבר יחסה בו‬     |
| φοβήθητε τὸν κύριον οἱ ἅγιοι αὐτοῦ ὅτι οὐκ ἔστιν ὑστέρημα τοῖς φοβουμένοις αὐτόν                   | бо́йтеся го́спода вси́ святі́и его́ я́ко нѣ́сть лише́нія боя́щымся его́                   | Йуд יראו את יהוה קדשיו כי אין מחסור ליראיו‬      |
| πλούσιοι ἐπτώχευσαν καὶ ἐπείνασαν οἱ δὲ ἐκζητοῦντες τὸν κύριον οὐκ ἐλαττωθήσονται παντὸς ἀγαθοῦ    | бога́тіи обнища́ша и взалка́ша взыска́ющіи же го́спода не лиша́тся вся́каго бла́га      | Каф כפירים רשו ורעבו ודרשי יהוה לא יחסרו כל טוב‬ |
| δεῦτε τέκνα ἀκούσατέ μου φόβον κυρίου διδάξω ὑμᾶς                                                  | пріиди́те ча́да послу́шайте мене́ стра́ху госпо́дню научу́ ва́съ                        | Ламед לכו בנים שמעו לי יראת יהוה אלמדכם‬         |
| τίς ἐστιν ἄνθρωπος ὁ θέλων ζωὴν ἀγαπῶν ἡμέρας ἰδεῖν ἀγαθάς                                         | кто́ есть человѣ́къ хотя́й живо́тъ любя́й дни́ ви́дѣти бла́ги                           | Мем מי האיש החפץ חיים אהב ימים לראות טוב‬        |
| παῦσον τὴν γλῶσσάν σου ἀπο κακοῦ καὶ χείλη σου τοῦ μὴ λαλῆσαι δόλον                                | удержи́ язы́къ тво́й от зла́ и устнѣ́ твои́ е́же не глаго́лати льсти́                    | Нун נצר לשונך מרע ושפתיך מדבר מרמה‬              |
| ἔκκλινον ἀπο κακοῦ καὶ ποίησον ἀγαθόν ζήτησον εἰρήνην καὶ δίωξον αὐτήν                             | уклони́ся от зла́ и сотвори́ бла́го взыщи́ ми́ра и пожени́ и́                           | Самех סור מרע ועשה טוב בקש שלום ורדפהו‬          |
| ὀφθαλμοὶ κυρίου ἐπι δικαίους καὶ ὦτα αὐτοῦ εἰς δέησιν αὐτῶν                                        | очи госпо́дни на пра́ведныя и у́ши его́ въ моли́тву и́хъ                              | Аин עיני יהוה אל צדיקים ואזניו אל שועתם‬         |
| προσωπον δὲ κυρίου ἐπι ποιοῦντας κακὰ τοῦ ἐξολεθρεῦσαι ἐκ γῆς τὸ μνημόσυνον αὐτῶν                  | лице́ же госпо́дне на творя́щыя зла́я е́же потреби́ти от земли́ па́мять и́хъ             | Пе פני יהוה בעשי רע להכרית מארץ זכרם‬            |
| ἐκέκραξαν οἱ δίκαιοι καὶ ὁ κύριος εἰσήκουσεν αὐτῶν καὶ ἐκ πασῶν τῶν θλίψεων αὐτῶν ἐρρύσατο αὐτούς  | воззва́ша пра́ведніи и госпо́дь услы́ша и́хъ и от всѣ́хъ скорбе́й и́хъ изба́ви и́хъ       | Цади צעקו ויהוה שמע ומכל צרותם הצילם‬            |
| ἐγγὺς κύριος τοῖς συντετριμμένοις τὴν καρδίαν καὶ τοὺς ταπεινοὺς τῷ πνεύματι σώσει                 | бли́зъ госпо́дь сокруше́нныхъ се́рдцемъ и смире́нныя ду́хомъ спасе́тъ                  | Куф קרוב יהוה לנשברי לב ואת דכאי רוח יושיע‬      |
| πολλαὶ αἱ θλίψεις τῶν δικαίων καὶ ἐκ πασῶν αὐτῶν ῥύσεται αὐτούς                                    | мно́ги ско́рби пра́веднымъ и от всѣ́хъ и́хъ изба́витъ я́ госпо́дь                       | Реш רבות רעות צדיק ומכלם יצילנו יהוה‬            |
| κύριος φυλάσσει πάντα τὰ ὀστᾶ αὐτῶν ἓν ἐξ αὐτῶν οὐ συντριβήσεται                                   | храни́тъ госпо́дь вся́ ко́сти и́хъ ни еди́на от ни́хъ сокруши́тся                       | Шин שמר כל עצמותיו אחת מהנה לא נשברה‬            |
| θάνατος ἁμαρτωλῶν πονηρός καὶ οἱ μισοῦντες τὸν δίκαιον πλημμελήσουσιν                              | сме́рть грѣ́шниковъ люта́ и ненави́дящіи пра́веднаго прегрѣша́тъ                      | Тав תמותת רשע רעה ושנאי צדיק יאשמו‬              |
| λυτρώσεται κύριος ψυχὰς δούλων αὐτοῦ καὶ οὐ μὴ πλημμελήσωσιν πάντες οἱ ἐλπίζοντες ἐπ᾿ αὐτόν        | изба́витъ госпо́дь ду́шы ра́бъ свои́хъ и не прегрѣша́тъ вси́ упова́ющіи на него́         | פודה יהוה נפש עבדיו ולא יאשמו כל החסים בו‬       |

## Богослужебное использование
Католицизм
По уставу святого Бенедикта 33-й псалом поют на утрени понедельника.
Православие
В Русской православной церкви этот псалом поют после избавления от опасности, в Мосарабском обряде поётся во время причащения.
33-й псалом состоит в 5-й кафизме, поют в тех частях православной литургии, куда входит кафизма. Целиком 33-й псалом поют в последовании о неудобь учащихся, после начальных молитв, при чине приёма в Православную церковь мусульман и иудеев, в Рождество Христово на Великом повечерии, в молебном пении при начатии учения отроков, в последованиях великого освящения воды и изобразительных, в конце вечерни, после заамвонной молитвы на литургии святого Иоанна Златоустого, на литургии Преждеосвященных Даров, в чине 12-ти псалмов, в Великом посте. Отдельные стихи псалма поют по разным случаям.
Иудаизм
33-й псалом произносят в псукей де-зимра, при извлечении свитка Торы из шкафа на вечернем и утреннем богослужениях, в дополнительной молитве праздников, в завершении субботних молитв, в новомесячье, в Слихот.
33:10 «бойтесь Господа, [все] святые Его, ибо нет скудости у боящихся Его» произносят в послетрапезной молитве.
33:11 «скимны бедствуют и терпят голод, а ищущие Господа не терпят нужды ни в каком благе» произносят в послетрапезной молитве.